# Juan José Crespo y Castillo
Juan José Crespo y Castillo (Huánuco, 1747 - ib., 14 de septiembre de 1812) fue un prócer de la Independencia del Perú que se distinguió como uno de los líderes de la rebelión de Huánuco de 1812, organizada por criollos prominentes de esa ciudad y por un grupo de alcaldes indígenas de los poblados vecinos, que movilizaron masas de indios contra las fuerzas virreinales o realistas. Vencido, fue ajusticiado.

## Biografía
Natural de Huánuco, ciudad de la sierra central del Perú, al igual que muchos criollos de provincias desde muy joven se dedicó a los labores agrícolas. También estuvo empeñado en la búsqueda de minas y tesoros antiguos. Llegó a ser un propietario muy acaudalado, dueño de casas y explotaciones mineras, pero también incursionó en las especulaciones mercantiles, al obtener por remate la administración de sisa de la ciudad de Huánuco, y al habilitar sus tierras al cultivo de cascarilla, tabaco y otros productos de alta cotización. Llegó a ser nombrado regidor, posiblemente a inicios del siglo XIX. Luego fue nombrado síndico procurador. Era pues un personaje respetado y de gran ascendiente en Huánuco, al momento de estallar la revolución de 1812.

## La Rebelión de Huánuco de 1812

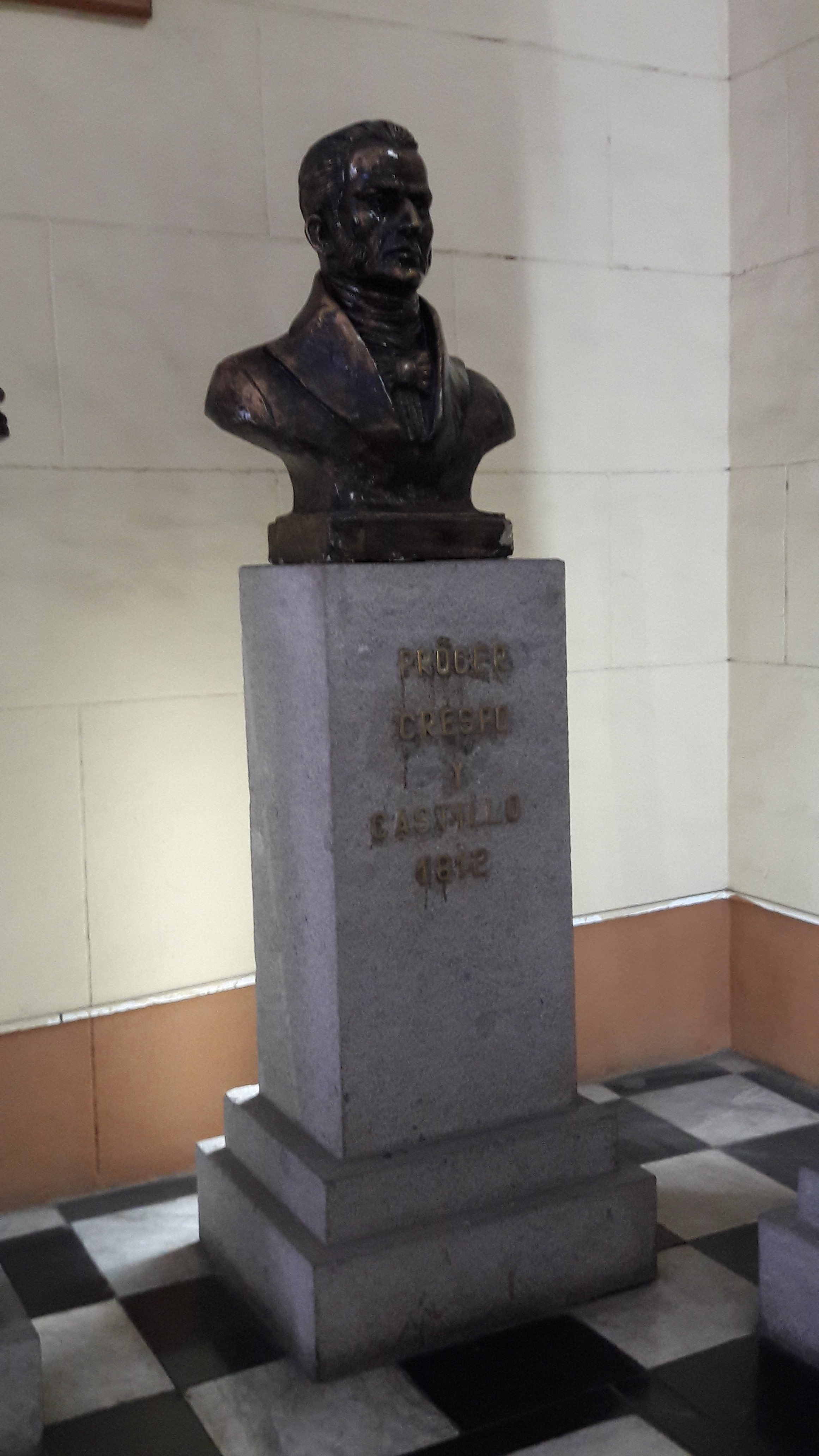
Efigie de Crespo y Castillo en el Panteón de los Próceres en Lima.

La numerosa población indígena sufría por entonces la tiranía y los abusos del régimen virreinal. La población criolla también estalló en descontento cuando las autoridades virreinales decidieron suprimir la libertad de cultivos decretada hacía poco por las Cortes de Cádiz (enero de 1812). Como consecuencia de ello, muchos productores y comerciantes, especialmente de tabaco, fueron considerados contrabandistas, y como tales perseguidos por la autoridad virreinal. Se daba así el campo propicio para que indígenas y criollos se aliaran para luchar contra la dominación española.
Crespo y Castillo organizó reuniones con los criollos de Huánuco afectados por la arbitraria política virreinal. Convencidos de que era necesario acabar con el “mal gobierno”, los criollos organizaron una rebelión y enviaron agentes a los pueblos vecinos para que anunciaran la llegada inminente de un “inca justiciero” o propusieran la expulsión de los "odiados españoles". Los indios de partidos de Panatahuas, Huamalíes, Huánuco y otras poblaciones vecinas, alentados por sus alcaldes, se sumaron en masa a la rebelión. Armados de palos, piedras, hondas y una sola escopeta, el 23 de febrero de 1812 convergieron hacia la ciudad de Huánuco. Se detuvieron en el puente de Huayopampa, donde derrotaron a un pequeño contingente realista. Los criollos pactaron con los caudillos indígenas. Al día siguiente, todos los cerros que circundaban Huánuco aparecieron copados de indios. Los españoles fugaron apresuradamente de la ciudad y los indios ocuparon la ciudad, a la que sometieron al saqueo, respetando solo las casas de los criollos y mestizos. La autoridad española fue destituida y en su reemplazo fue elegido Crespo neta y Castillo como jefe político y militar (26 de febrero de 1812).
Después de dichos sucesos, los criollos conformaron una junta de gobierno integrada por Domingo Berrospi, Juan José Crespo y Castillo y Juan Antonio Navarro. El jefe de la misma era Berrospi pero este fue destituido al poco tiempo a instigación de los alcaldes indios, acusado de pasividad. Crespo y Castillo asumió entonces el liderazgo de la junta. Los alcaldes indígenas, en número de 25, dirigieron una comunicación al virrey en la que manifestaban que

la insurrección no era contra el Estado, ni contra la monarquía, ni contra la patria, ni contra la religión, sino contra los chapetones [españoles] opresores y tiranos.

Crespo y Castillo organizó y condujo a las fuerzas patriotas en persecución de los españoles, librando el combate de Ambo. Los españoles, abrumados por el ataque masivo y bullicioso de las tropas indígenas, huyeron derrotados, con dirección a Cerro de Pasco (4 de marzo de 1812). Los patriotas ocuparon Ambo. Ello causó gran preocupación entre las autoridades realistas. Crespo y Castillo retornó triunfante a Huánuco, presidiendo un desfile de fuerzas indígenas. Llegó a afirmar que contaba con 15.000 hombres y que aún podía atraer más efectivos.
El virrey Abascal dispuso que el Intendente de Tarma, José Gonzáles de Prada saliera a combatir a los insurrectos, equipando a sus fuerzas con cañones, fusiles y municiones. Gonzáles de Prada se presentó con sus fuerzas ante Ambo, el 10 de marzo. Crespo y Castillo, al enterarse del movimiento de los realistas, dispuso la movilización de sus fuerzas más disciplinadas y se dirigió a Ambo equipado solamente con 100 escopetas y algunos fusiles con escasa munición.
Gonzáles de Prada, con su fuerte contingente, avanzó sobre Ambo, el 17 de marzo. Los indígenas bajaron de las alturas que circundan Ambo y valerosamente se enfrentaron a las tropas realistas, pese a no contar con armamento adecuado. Cientos de ellos fueron masacrados y unas decenas capturados. A este encuentro sangriento se conoce como el combate de Puente de Ambo. Los patriotas abandonaron Ambo y pasaron a Huánuco, y aunque Crespo y Castillo quiso organizar la resistencia, optaron finalmente por retirarse a los poblados vecinos. Los realistas entraron en Ambo y luego en Huánuco, el 19 de marzo, a la que hallaron despoblada.
González Prada salió de Huánuco en persecución de los cabecillas insurrectos, que contaban con un ejército de 2 000 hombres. Las fuerzas patriotas y realistas se encontraron cerca del mediodía y se libró una encarnizada y desigual lucha, cayendo abatidos cerca de 1 000 patriotas. Los indígenas se dispersaron y los cabecillas fueron capturados por González Prada.
Crespo y Castillo, juntamente con el alcalde pedáneo de Huamalíes José Rodríguez y el curaca  Norberto Haro, fueron enjuiciados sumariamente y ajusticiados con pena de garrote, el 14 de septiembre de 1812, en la Plaza Mayor de Huánuco. Antes de morir Crespo y Castillo dijo a viva voz: «Muero yo, pero mil se levantarán para ahorcar a los tiranos. ¡Viva la libertad!»